# ヘンリー・ストレイチー (初代準男爵)
初代準男爵サー・ヘンリー・ストレイチー（Sir Henry Strachey, 1st Baronet、1737年5月23日 - 1810年1月3日）は、イギリスの官僚、政治家。

## 生涯
ストレイチーは、サマセット州のサットン・コート (Sutton Court) の主だった同名の父ヘンリー・ストレイチーと、その最初の妻で、スコットランド人医師ロバート・クラーク (Robert Clerk) の娘であったヘレンとの間に生まれた長男であった。祖父ジョン・ストレイチーは地率学者であり、同名の曾祖父ジョン・ストレイチーは、ジョン・ロックの友人であった。
1762年、インドにいたロバート・クライヴの私設秘書に任じられ、1768年にポンテフラクト選挙区 (Pontefract) から庶民院に選出されるまで、この職に就いていた。1774年までポンテフラクト選挙区選出で議席を占めた後は、1774年から1778年までと1780年から1782年まではビショップス・キャッスル選挙区 (Bishop's Castle) から、1778年から1780年まではソルタッシュ選挙区 (Saltash) から、1802年から1807年まではイースト・グリンステッド選挙区 (East Grinstead) から、それぞれ選出された。
ストレイチーは、1778年から1780年まで、兵站補給部長 (Clerk of the Deliveries of the Ordnance)、1780年から1783年までと、1783年には兵站管理部長 (Principal Storekeeper of the Ordnance) を務め、1782年には第2次ロッキンガム侯爵内閣において財務省政務官 (Secretary to the Treasury) のひとりとなり、1782年から1783年にかけては、シェルバーン伯爵内閣において内務省政務官 (Under-Secretary of State for the Home Department) のひとりとなった。1783年には、パリにおけるアメリカ独立戦争の講和に至る和平交渉に、リチャード・オズワルド (Richard Oswald) とともにイギリス側を代表して参加し、アメリカ合衆国を代表したジョン・ジェイ、ジョン・アダムズ、ベンジャミン・フランクリンらとの交渉に当たった。この交渉の結果、パリ条約が締結された。ストレイチーは、その後、1794年から1810年まで王室内務主事 (Master of the Household) を務めた。
1801年、（サマセット州サットン・コートの）準男爵に叙爵された。
1810年1月に72歳で死去し、準男爵位は長男ヘンリーが襲爵した。

## 家族
ストレイチーは、1770年に、ジョン・ケンゾル (John Kelsall) のひとり娘ジェーン (Jane) と結婚した。夫妻の間には男子3人と女子1人が生まれた。次男のエドワード・ストレイチーは、ジョン・ストレイチーやサー・リチャード・ストレイチー中将 (Lieutenant-General Sir Richard Strachey) らの父であり、リットン・ストレイチー、ジェームズ・ストレイチー (James Strachey)、オリヴァー・ストレイチー (Oliver Strachey)、ドロシー・バッシー (Dorothy Bussy) らの祖父にあたる。ストレイチーの子孫には、ほかにも自由党の政治家初代ストレイチー男爵エドワード・ストレイチー、ジャーナリストのジョン・ストレイチー、労働党の政治家ジョン・ストレイチー (John Strachey) らがいる。
ストレイチー準男爵夫人 (Lady Strachey) は、1824年2月12日に死去した。